# 2023 a jogalkotásban
2023-ban az alábbi események történtek a jogalkotás terén.

## Magyarország (Forrás:Magyar Közlöny)
Magyarországon az alábbi jogszabályok jelentek meg:

### Magyarország Alaptörvénye
- Magyarország Alaptörvényének tizenkettedik módosítása (2023. december 21.)[1]

### Törvények
- 2023. évi I. törvény Az egészségügyben működő szakmai kamarákról szóló 2006. évi XCVII. törvény és az egészségügyről szóló 1997. évi CLIV. törvény módosításáról[2]
- 2023. évi II. törvény Az egyrészről az Európai Unió és tagállamai, másrészről Malajzia Kormánya közötti Partnerségi és Együttműködési Keretmegállapodás kihirdetéséről[3]
- 2023. évi III. törvény Az egyrészről az Európai Unió és tagállamai, másrészről a Thaiföldi Királyság közötti Átfogó Partnerségi és Együttműködési Keretmegállapodás kihirdetéséről[3]
- 2023. évi IV. törvény A Finn Köztársaságnak az Észak-atlanti Szerződéshez való csatlakozásáról szóló Jegyzőkönyv kihirdetéséről[4]
- 2023. évi V. törvény a Magyarország Kormánya és a Világélelmezési Program (WFP) között a WFP Globális Üzleti Szolgáltató Központ létrehozásáról szóló Megállapodás kihirdetéséről[5]
- 2023. évi VI. törvény A Magyarország 2023. évi központi költségvetéséről szóló 2022. évi XXV. törvény módosításáról[5]
- 2023. évi VII. törvény Egyes vagyongazdálkodást érintő törvények módosításáról[5]
- 2023. évi VIII. törvény A Magyarország Kormánya és a Török Köztársaság Kormánya közötti katonai keretmegállapodás kihirdetéséről[6]
- 2023. évi IX. törvény Az Európai Unió Tanácsa 2024. második félévi magyar elnökségével kapcsolatos feladatok ellátására irányuló jogviszonyról, valamint egyes kapcsolódó rendelkezésekről[7]
- 2023. évi X. törvény Egyes igazságügyi tárgyú törvényeknek a magyar helyreállítási és ellenállóképességi tervhez kapcsolódó módosításáról[7]
- 2023. évi XI. törvény A szomszédos országban fennálló fegyveres konfliktus, illetve humanitárius katasztrófa magyarországi következményeinek elhárításáról és kezeléséről szóló 2022. évi XLII. törvény módosításáról[8]
- 2023. évi XII. törvény A Magyarország Kormánya és Bosznia-Hercegovina Minisztertanácsa között a minősített adatok cseréjéről és kölcsönös védelméről szóló egyezmény kihirdetéséről[8]
- 2023. évi XIII. törvény A Magyar Népköztársaság Kormánya és a Csehszlovák Szocialista Köztársaság Kormánya között Budapesten, 1986. évi november hó 24. napján aláírt, a magyar-csehszlovák vasúti forgalom szabályozásáról szóló Egyezmény megszüntetéséről[8]
- 2023. évi XIV. törvény Az Egyetemes Postaegyesület Alapokmánya Kilencedik, Tizedik és Tizenegyedik Pótjegyzőkönyve, az Egyetemes Postaegyesület Egyetemes Postaegyezményének a 2012. évi dohai kongresszuson aláírt módosításokkal egységes szerkezetbe foglalt szövege és Zárójegyzőkönyve, a 2016. évi isztambuli kongresszuson aláírt módosításokkal egységes szerkezetbe foglalt szövege és Zárójegyzőkönyve, a 2018. évi addisz-abebai kongresszuson aláírt Kiegészítő Jegyzőkönyve és Zárójegyzőkönyve, a 2019. évi genfi kongresszuson aláírt Második Kiegészítő Jegyzőkönyve, valamint a 2021. évi abidjani kongresszuson aláírt módosításokkal egységes szerkezetbe foglalt szövege és Zárójegyzőkönyve kihirdetéséről[8]
- 2023. évi XV. törvény Egyes állami tulajdonú vagyonelemek ingyenes tulajdonba adásáról[8]
- 2023. évi XVI. törvény A közbeszerzésekről szóló 2015. évi CXLIII. törvény módosításáról[8]
- 2023. évi XVII. törvény A víziközmű-szolgáltatásról szóló 2011. évi CCIX. törvény módosításáról[8]
- 2023. évi XVIII. törvény Az állami projektértékelői jogviszonyról, valamint egyes kapcsolódó törvények módosításáról szóló 2016. évi XXXIII. törvény és a kormányzati igazgatásról szóló 2018. évi CXXV. törvény módosításáról[8]
- 2023. évi XIX. törvény Egyes egészségügyi, egészségbiztosítási és gyógyszerészeti tárgyú törvények módosításáról[8]
- 2023. évi XX. törvény Az elérhetőbb fogyasztóvédelem érdekében szükséges törvények módosításáról[8]
- 2023. évi XXI. törvény Egyes törvényeknek a közigazgatás fejlesztésével összefüggő módosításáról[8]
- 2023. évi XXII. törvény Egyes külügyi tárgyú törvények módosításáról[8]
- 2023. évi XXIII. törvény A kiberbiztonsági tanúsításról és a kiberbiztonsági felügyeletről[9]
- 2023. évi XXIV. törvény A választási eljárási szabályoknak az elektronikus ügyintézéssel összefüggő módosításáról[10]
- 2023. évi XXV. törvény A panaszokról, a közérdekű bejelentésekről, valamint a visszaélések bejelentésével összefüggő szabályokról[10]
- 2023. évi XXVI. törvény	Az igazgatási szünetről[11]
- 2023. évi XXVII. törvény Egyes törvényeknek a köztársasági elnök jogállásával összefüggő módosításáról[11]
- 2023. évi XXVIII. törvény A családok ügyintézésének egyszerűsítésével összefüggő egyes törvények módosításáról[11]
- 2023. évi XXIX. törvény A közműszolgáltatások egyszerűsítésével összefüggő egyes törvények módosításáról[11]
- 2023. évi XXX. törvény A Büntető Törvénykönyvről szóló 2012. évi C. törvény módosításáról[11]
- 2023. évi XXXI. törvény Igazságügyi tárgyú törvények módosításáról[12]
- 2023. évi XXXII. törvény A minősített adat védelméről szóló 2009. évi CLV. törvény, valamint az információs önrendelkezési jogról és az információszabadságról szóló 2011. évi CXII. törvény módosításáról[12]
- 2023. évi XXXIII. törvény A szakképzésben lezajlott átalakítás utólagos hatásvizsgálatából adódó törvénymódosításokról[12]
- 2023. évi XXXIV. törvény A szövetkezetekkel összefüggésben egyes törvények módosításáról[12]
- 2023. évi XXXV. törvény A Délkelet-európai Rendőri Együttműködési Egyezmény Felei között létrejött, a DNS-adatok, a daktiloszkópiai adatok és a gépjármű-nyilvántartási adatok automatizált cseréjéről szóló Megállapodás kihirdetéséről[13]
- 2023. évi XXXVI. törvény A Délkelet-európai Rendőri Együttműködési Egyezmény Felei között létrejött, a DNS-adatok, a daktiloszkópiai adatok és a gépjármű-nyilvántartási adatok automatizált cseréjéről szóló Megállapodás Végrehajtási Megállapodásának kihirdetéséről[13]
- 2023. évi XXXVII. törvény A Délkelet-európai Rendőri Együttműködési Egyezmény Felei között létrejött, a DNS-adatok, a daktiloszkópiai adatok és a gépjármű-nyilvántartási adatok automatizált cseréjéről szóló Megállapodás módosításáról szóló Jegyzőkönyv kihirdetéséről[13]
- 2023. évi XXXVIII. törvény A hivatásos szolgálati jogviszonnyal összefüggő, valamint a nyilvántartásokkal kapcsolatos egyes törvények módosításáról
- 2023. évi XXXIX. törvény A gazdaság versenyképességének növelése érdekében történő törvénymódosításokról[13]
- 2023. évi XL. törvény Egyes közlekedési tárgyú törvények módosításáról[13]
- 2023. évi XLI. törvény Az innovációs és tudományos eredmények gazdasági hasznosításának elősegítése érdekében szükséges egyes törvények módosításáról[13]
- 2023. évi XLII. törvény Magyarország Kormánya és a Horvát Köztársaság Kormánya között a Magyar Köztársaság Kormánya és a Horvát Köztársaság Kormánya között a határokat átlépő bűnözés elleni harcban történő együttműködésről szóló Megállapodás módosításáról szóló Megállapodás kihirdetéséről[14]
- 2023. évi XLIII. törvény Az egyének védelméről a személyes adatok gépi feldolgozása során, Strasbourgban, 1981. január 28. napján kelt Egyezménynek a Strasbourgban, 2018. október 10. napján kelt módosító Jegyzőkönyve kihirdetéséről
- 2023. évi XLIV. törvény Egyes törvényeknek az agrárminiszter feladatkörét érintő módosításáról[14]
- 2023. évi XLV. törvény A körforgásos gazdasággal összefüggő törvénymódosításokról[14]
- 2023. évi XLVI. törvény Az egyes gazdasági, vagyongazdálkodási és postaügyet érintő törvények módosításáról[14]
- 2023. évi XLVII. törvény A nagy távolságra jutó, országhatárokon átterjedő levegőszennyezésről szóló 1979. évi egyezményhez kapcsolódóan a környezetben tartósan megmaradó szerves szennyező anyagokról szóló jegyzőkönyv és az egyezmény Végrehajtó Testülete 2009/1., 2009/2. és 2009/3. számú határozatai kihirdetéséről[15]
- 2023. évi XLVIII. törvény A 2007. évi XXI. törvénnyel kihirdetett, a nagy távolságra jutó, országhatárokon átterjedő levegőszennyezésről szóló 1979. évi Genfi Egyezményhez csatolt, a nehézfémekről szóló, Aarhusban, 1998. június 24-én elfogadott Jegyzőkönyvnek az Egyezmény végrehajtó testülete által elfogadott 2012/5. számú és 2012/6. számú határozatainak kihirdetéséről[15]
- 2023. évi XLIX. törvény A Magyar Corvin-láncról és a Magyar Corvin-lánc Testületről[15]
- 2023. évi L. törvény A vendégmunkások magyarországi foglalkoztatásáról[15]
- 2023. évi LI. törvény A vízgazdálkodásról szóló 1995. évi LVII. törvény módosításáról[15]
- 2023. évi LII. törvény A pedagógusok új életpályájáról[16]
- 2023. évi LIII. törvény Magyarország 2024. évi központi költségvetésének megalapozásáról[16]
- 2023. évi LIV. törvény A Magyarország minisztériumainak felsorolásáról szóló 2022. évi II. törvény módosításáról[17]
- 2023. évi LV. törvény Magyarország 2024. évi központi költségvetéséről[17]
- 2023. évi LVI. törvény A földgázellátásról szóló 2008. évi XL. törvény módosításáról[17]
- 2023. évi LVII. törvény A nemzetiségek jogairól szóló 2011. évi CLXXIX. törvény módosításáról[17]
- 2023. évi LVIII. törvény A helyi adókról szóló 1990. évi C. törvény módosításáról[18]
- 2023. évi LIX. törvény A légitársaságok hozzájárulásáról és egyes adótörvények módosításáról[18]
- 2023. évi LX. törvény A szerencsejáték-szervezéssel és az elektronikus ügyintézéssel összefüggő, valamint egyes törvényeknek a jogrendszer koherenciájának erősítése érdekében történő módosításáról[18]
- 2023. évi LXI. törvény Egyes közigazgatási tárgyú törvények módosításáról[19]
- 2023. évi LXII. törvény A légijárművek fedélzetén elkövetett bűncselekményekről és egyéb cselekményekről szóló Egyezményt módosító Jegyzőkönyv kihirdetéséről[20]
- 2023. évi LXIII. törvény Magyarország Kormánya és a Maldív Köztársaság Kormánya között a diplomata, hivatalos és szolgálati útlevéllel rendelkező állampolgáraik vízummentességéről szóló Megállapodás kihirdetéséről[20]
- 2023. évi LXIV. törvény A Magyarország Kormánya és Románia Kormánya között a Békéscsaba – Méhkerék – államhatár (Magyarország) és a Salonta (Nagyszalonta) – államhatár (Románia) közötti gyorsforgalmi úti kapcsolat létesítéséről szóló Megállapodás kihirdetéséről[20]
- 2023. évi LXV. törvény A Magyarország Kormánya és Türkmenisztán Kormánya között a beruházások ösztönzéséről és kölcsönös védelméről szóló megállapodás kihirdetéséről[20]
- 2023. évi LXVI. törvény A Magyarország és az Ecuadori Köztársaság között az ideiglenesen munkát vállaló turisták programjáról szóló Megállapodás kihirdetéséről[21]
- 2023. évi LXVII. törvény A Magyarország és a Szerb Köztársaság között a minősített adatok cseréjéről és kölcsönös védelméről szóló egyezmény kihirdetéséről[21]
- 2023. évi LXVIII. törvény A Magyarország Kormánya és a Szerb Köztársaság Kormánya között a közúti, a vasúti és a vízi határforgalom ellenőrzéséről szóló, Magyarország Kormánya és a Szerb Köztársaság Kormánya közötti Megállapodás módosításáról szóló Megállapodás kihirdetéséről[21]
- 2023. évi LXIX. törvény Az állami építési beruházások rendjéről[21]
- 2023. évi LXX. törvény Az állam működésének további egyszerűsítésével összefüggő rendelkezésekről[21]
- 2023. évi LXXI. törvény A Magyarország Kormánya és a Ruandai Köztársaság Kormánya közötti Légiközlekedési Megállapodás kihirdetéséről[22]
- 2023. évi LXXII. törvény A szomszédos országban fennálló fegyveres konfliktus, illetve humanitárius katasztrófa magyarországi következményeinek elhárításáról és kezeléséről szóló 2022. évi XLII. törvény módosításáról[22]
- 2023. évi LXXIII. törvény A Magyarország 2022. évi központi költségvetéséről szóló 2021. évi XC. törvény végrehajtásáról[23]
- 2023. évi LXXIV. törvény A Nemzeti Média- és Hírközlési Hatóság 2022. évi egységes költségvetésének végrehajtásáról[23]
- 2023. évi LXXV. törvény A Nemzeti Média- és Hírközlési Hatóság 2024. évi egységes költségvetéséről[23]
- 2023. évi LXXVI. törvény A pénzügyi közvetítő rendszert érintő törvények jogharmonizációs és egyéb célú módosításáról[23]
- 2023. évi LXXVII. törvény A víziközmű-szolgáltatásról szóló 2011. évi CCIX. törvény módosításáról[23]
- 2023. évi LXXVIII. törvény Az Egyesült Nemzetek kiváltságairól és mentességeiről New Yorkban, 1946. évi február hó 13. napján kelt nemzetközi egyezményben biztosított kiváltságoknak, mentességeknek és könnyítéseknek a World Aquatics Magyarországon működő intézményeire való kiterjesztéséről[24]
- 2023. évi LXXIX. törvény Magyarország Kormánya és Nagy-Britannia és Észak-Írország Egyesült Királysága Kormánya között a minősített adatok védelméről szóló egyezmény kihirdetéséről[24]
- 2023. évi LXXX. törvény A Magyarország Kormánya és az Üzbég Köztársaság Kormánya közötti légiközlekedési megállapodás kihirdetéséről[24]
- 2023. évi LXXXI. törvény A felsőoktatást érintő képesítések elismeréséről szóló globális egyezmény kihirdetéséről[24]
- 2023. évi LXXXII. törvény A konzuli védelemről szóló 2001. évi XLVI. törvény módosításáról[24]
- 2023. évi LXXXIII. törvény Az egyes adótörvények módosításáról[25]
- 2023. évi LXXXIV. törvény A globális minimum-adószintet biztosító kiegészítő adókról és ezzel összefüggésben egyes adótörvények módosításáról[25]
- 2023. évi LXXXV. törvény Az egyetemek és a kutatóintézetek, valamint a gazdaság összekapcsoltságának erősítéséhez szükséges egyes törvények, továbbá egyes felnőttképzési és kulturális tárgyú törvények módosításáról[26]
- 2023. évi LXXXVI. törvény Egyes központi kormányzati igazgatási szerveket érintő törvénymódosításokról[27]
- 2023. évi LXXXVII. törvény Az egyes gazdasági és vagyongazdálkodási tárgyú törvények módosításáról[27]
- 2023. évi LXXXVIII. törvény A nemzeti szuverenitás védelméről[1]
- 2023. évi LXXXIX. törvény A Hungary Helps Programról[1]
- 2023. évi XC. törvény A harmadik országbeli állampolgárok beutazására és tartózkodására vonatkozó általános szabályokról[1]
- 2023. évi XCI. törvény A közbiztonság megerősítése és a migráció elleni küzdelem érdekében szükséges törvények módosításáról[1]
- 2023. évi XCII. törvény A köznevelés területén alkalmazandó diszkriminációellenes intézkedésekről[1]
- 2023. évi XCIII. törvény Egyes agrártárgyú törvények deregulációs szempontú módosításáról[1]
- 2023. évi XCIV. törvény Egyes agrártárgyú törvények módosításáról[1]
- 2023. évi XCV. törvény Az igazságosabb és arányosabb önkormányzati választások érdekében egyes választási tárgyú törvények módosításáról[1]
- 2023. évi XCVI. törvény Igazságügyi tárgyú törvények módosításáról[1]
- 2023. évi XCVII. törvény Büntetőjogi tárgyú és ehhez kapcsolódóan egyéb törvények módosításáról[1]
- 2023. évi XCVIII. törvény A Magyar Energetikai és Közmű-szabályozási Hivatalról szóló 2013. évi XXII. törvény és az energiahatékonyságról szóló 2015. évi LVII. törvény módosításáról[1]
- 2023. évi XCIX. törvény Egyes energetikai tárgyú és kapcsolódó törvények módosításáról[1]
- 2023. évi C. törvény A magyar építészetről[28]
- 2023. évi CI. törvény A nemzeti adatvagyon hasznosításának rendszeréről és az egyes szolgáltatásokról[28]
- 2023. évi CII. törvény A területfejlesztéről[28]
- 2023. évi CIII. törvény A digitális államról és a digitális szolgáltatások nyújtásának egyes szabályairól[28]
- 2023. évi CIV. törvény Az internetes közvetítő szolgáltatások egyes szabályairól[28]
- 2023. évi CV. törvény Az importáruk karbonintenzitását ellensúlyozó mechanizmusról[28]
- 2023. évi CVI. törvény A sporttal összefüggő törvények módosításáról[28]
- 2023. évi CVII. törvény Egyes közlekedési tárgyú törvények módosításáról[28]
- 2023. évi CVIII. törvény A fenntartható finanszírozás és az egységes vállalati felelősségvállalás ösztönzését szolgáló környezettudatos, társadalmi és szociális szempontokat is figyelembe vevő, vállalati társadalmi felelősségvállalás szabályairól és azzal összefüggő egyéb törvények módosításáról[28]
- 2023. évi CIX. törvény A hazai gazdasági szereplők versenyképességének erősítésével és a közigazgatás hatékonyságának növelésével összefüggő egyes törvények módosításáról[28]
- 2023. évi CX. törvény A fiatalkorúak dohányzásának visszaszorításáról és a dohánytermékek kiskereskedelméről szóló 2012. évi CXXXIV. törvény és egyes kapcsolódó törvények módosításáról[28]
- 2023. évi CXI. törvény A pénzmosás és a terrorizmus finanszírozása megelőzéséről és megakadályozásáról szóló 2017. évi LIII. törvény és egyes kapcsolódó törvények módosításáról[28]
- 2023. évi CXII. törvény A Magyarország gazdasági stabilitásáról szóló 2011. évi CXCIV. törvény, valamint a Magyar Nemzeti Bankról szóló 2013. évi CXXXIX. törvény módosításáról[28]
- 2023. évi CXIII. törvény A gyermek után járó pótszabadság biztosításának feltételeivel összefüggésben a munka törvénykönyvéről szóló 2012. évi I. törvény módosításáról[29]
- 2023. évi CXIV. törvény A helyi önkormányzatok adósságrendezési eljárásával összefüggő törvények módosításáról[29]
- 2023. évi CXV. törvény Egyes hatósági kérdésekről[29]
- 2023. évi CXVI. törvény Egyes ingatlan-nyilvántartási, földmérési és térképészeti tárgyú törvények módosításáról[29]
- 2023. évi CXVII. törvény Az illetékekről szóló 1990. évi XCIII. törvény és a közbeszerzésekről szóló 2015. évi CXLIII. törvény módosításáról[29]
- 2023. évi CXVIII. törvény A munkavédelemről szóló 1993. évi XCIII. törvény módosításáról[29]
- 2023. évi CXIX. törvény A kis- és középvállalkozásokról, fejlődésük támogatásáról szóló 2004. évi XXXIV. törvény módosításáról[29]
- 2023. évi CXX. törvény A környezetvédelmi termékdíjról szóló 2011. évi LXXXV. törvény, valamint a hulladékról szóló 2012. évi CLXXXV. törvény módosításáról[29]
- 2023. évi CXXI. törvény Az atomenergiáról szóló 1996. évi CXVI. törvény módosításáról[30]

## Események a világban

### Március
- március 20.: az erős ellenzéki megmozdulás ellenére Élisabeth Borne, Franciaország miniszterelnöke a 2023-as franciaországi nyugalmazási reform elfogadására kötelezi a francia parlamentet az Ötödik Francia Köztársaság 1958. október 4-i alkotmánya 49. cikkének 3. bekezdése értelmében, miután mindkét bizalmatlansági indítványt elutasították.[31]

### November
- November 6–16.: Éric Dupond-Moretti, a francia igazságügyi miniszter tárgyalása a Köztársasági Bíróságon, akit bennfentes kereskedelemmel vádoltak; ez az első alkalom, hogy hivatalban lévő minisztert ítéltek el Franciaországban.[32].
- november 16.: az Európai Bizottság határozatai:
  - a negatív környezeti hatása miatt vitatott glifozát 10 további évre – 2033 decemberéig – engedélyezett marad.[33]
  - a környezetvédelmi bűncselekmények listáját bővítő 2008-as irányelvét felülvizsgálta, így ide tartozik az illegális fakereskedelem, az invazívfaj-behozatal, a hajó általi szennyezés és a kémiai termékekről szóló törvények megsértése,[34] és a védett helyen lévő ökoszisztémát és élőhelyet károsító vagy a levegő-, víz- vagy talajminőséget rontó eseteket minősített esetté nyilvánitotta.[34] A szabályt megszegők 8, halált elősegítő szabályszegés esetén 10 év börtönbüntetésre ítélhetők, a vállalkozások bevételük 5%-ára vagy 40 millió euróra.[34]

## Fordítás
Ez a szócikk részben vagy egészben  a(z)   2023 en droit című francia Wikipédia-szócikk fordításán alapul.  Az eredeti cikk szerkesztőit annak laptörténete sorolja fel. Ez a jelzés csupán a megfogalmazás eredetét és a szerzői jogokat jelzi, nem szolgál a cikkben szereplő információk forrásmegjelöléseként.